# Toften, Uppland
Toften är en sjö i Heby kommun i Uppland och ingår i Tämnaråns huvudavrinningsområde. Sjön har en area på 1,9 kvadratkilometer och ligger 51 meter över havet. Sjön avvattnas av vattendraget Åbyån.

## Delavrinningsområde
Toften ingår i det delavrinningsområde (668375-157757) som SMHI kallar för Utloppet av Toften. Medelhöjden är 54 meter över havet och ytan är 7,68 kvadratkilometer. Det finns ett avrinningsområde uppströms, och räknas det in blir den ackumulerade arean 23,7 kvadratkilometer. Åbyån som avvattnar avrinningsområdet har biflödesordning 2, vilket innebär att vattnet flödar genom totalt 2 vattendrag innan det når havet efter 72 kilometer. Avrinningsområdet består mestadels av skog (74 procent). Avrinningsområdet har 1,9 kvadratkilometer vattenytor vilket ger det en sjöprocent på 24,7 procent.